# Synagoga w Żurominie
Synagoga w Żurominie – synagoga została wybudowana w XIX wieku. Spalona w 1939 roku. Po II wojnie światowej na jej miejscu urządzono park miejski. Bóźnica mieściła się na Placu Wolności.